# 5935 Ostankino
5935 Ostankino (1977 EF1) là một tiểu hành tinh vành đai chính được phát hiện ngày 13 tháng 3 năm 1977 bởi N. S. Chernykh ở Nauchnyj.